# The Bards of Bone Plain
The Bards of Bone Plain (cu sensul de Barzii din Câmpia Oaselor) este un roman fantastic de Patricia A. McKillip. A fost publicat pentru prima dată în format copertă dură și e-book de către Ace Books în decembrie 2010. Prima ediție britanică a fost publicată ca e-book de către Gateway/Orion în decembrie 2015.

## Prezentare
Cartea are  loc într-o cultură care amintește de Evul Mediu, dar tehnologia este aproape modernă și în care arheologia este și o profesie consacrată. 
Savantul Phelan Cle de la Școala de Barzi din Caerau își alege ca teză de absolvire subiectul posibil mitic al Câmpiei Oaselor (Bone Plain), de unde se spune că ar fi apărut toată poezia, și povestea bardului rătăcitor Nairn.
Între timp, arheologul Jonah Cle, tatăl alcoolic al lui Phelan, își continuă propriile investigații, îndemnat de discipolul său dedicat Prințesa Beatrice, fiica cea mică a regelui. În zona pietrelor de lângă școală este dezgropat un artefact ciudat, un disc marcat cu rune antice care se poate dovedi cheia misterelor din Câmpia Oaselor. Beatrice descoperă curând peste tot indicii ale limbii pierdute.
Capitolele alternative relatează activitățile lui Phelan și Jonah Cle și ale prințesei și legenda lui Nairn, iar treptat prezentul și trecutul încep a se oglindi unul pe celălalt și, în cele din urmă, se contopesc.

## Recepție
Publishers Weekly consideră că romanul are „o poveste bogată și rezonantă de poezie, ghicitori, mister și magie... McKillip seduce cititorii cu proza sa lirică; personaje interesante, complexe și ghicitori în alte ghicitori.”

## Premii
Romanul a fost nominalizat la Premiul Endeavour din 2011 pentru un roman sau o colecție deosebită și la Premiul Mythopoeic Fantasy pentru literatură pentru adulți din 2011 și s-a clasat pe locul șase la Premiul Locus din 2011 pentru cel mai bun roman fantastic.